# Antoine Bellier
Antoine Bellier, né le 18 octobre 1996 à Genève, est un joueur de tennis suisse, professionnel de 2014 à 2024.

## Carrière
Antoine Bellier a disputé grâce à une invitation le tournoi de Gstaad en 2016 et 2017.
En 2016, il est sélectionné dans l'équipe de Suisse de Coupe Davis pour affronter l'Ouzbékistan en barrages. Malgré sa défaite face à Denis Istomin (3-6, 2-6, 4-6), le capitaine lui fait confiance en le sélectionnant pour le 5e match décisif. Un pari qui s'avère payant, car il permet à la Suisse de se garder sa place dans le Groupe Mondial en remportant son match en 3 h 15 face à Jurabek Karimov (6-2, 6-4, 66-7, 6-3).
Après plusieurs saisons passées autour de la 700e place mondiale, Antoine Bellier remporte ses premiers titres en simple en 2019 à Arcadia et Sarreguemines. Il se révèle en 2022 en s'adjugeant le tournoi Challenger de San Luis Potosí en étant issu des qualifications et classé seulement 488e à l'ATP. Fin juin, il se qualifie pour le tournoi de Majorque puis atteint à la surprise générale les demi-finales en éliminant Federico Delbonis, Pablo Carreño Busta (19e) et Tallon Griekspoor. Il s'incline finalement face à Roberto Bautista-Agut.
Il s'entraîne depuis 2020 à l'Elite Tennis Center de Jean-René Lisnard après deux ans passés en Suède et l'académie de Magnus Norman à Stockholm.
Il cesse le tennis professionnel fin 2024.

## Parcours en Coupe Davis
| #                                                           | Date          | Lieu       | Surface      | Gagnant(s)      | Perdant(s)      | Score               |          |
|                                                             |               |            |              |                 |                 |                     |          |
| 2016 - 1er tour (groupe mondial) - Italie - Suisse 5:0      |               |            |              |                 |                 |                     |          |
| 1                                                           | 4-6/03/2016   | Pesaro     | Terre (int.) | Paolo Lorenzi   | Antoine Bellier | 6-3, 6-2            | Parcours |
|                                                             |               |            |              |                 |                 |                     |          |
| 2016 - play-off (groupe mondial) - Ouzbékistan - Suisse 2:3 |               |            |              |                 |                 |                     |          |
| 2                                                           | 16-18/09/2016 | Tachkent   | Terre (ext.) | Denis Istomin   | Antoine Bellier | 6-3, 6-2, 6-4       | Parcours |
| 2                                                           | 16-18/09/2016 | Tachkent   | Terre (ext.) | Antoine Bellier | Jurabek Karimov | 6-2, 6-4, 66-7, 6-3 | Parcours |
|                                                             |               |            |              |                 |                 |                     |          |
| 2017 - 1er tour (groupe mondial) - États-Unis - Suisse 5:0  |               |            |              |                 |                 |                     |          |
| 3                                                           | 3-5/02/2017   | Birmingham | Dur (int.)   | Steve Johnson   | Antoine Bellier | 6-4, 6-3            | Parcours |

## Classements ATP en fin de saison
| Année          | 2014 | 2015 | 2016 | 2017 | 2018 | 2019 | 2020 | 2021 |
| Rang en simple | 1557 | 748  | 567  | 701  | 726  | 672  | 549  | 461  |
| Rang en double | 1659 | 620  | 464  | 629  | 441  | 540  | 555  | 1172 |

Source : (en) Classements de Antoine Bellier sur le site officiel de la Fédération internationale de tennis